# Mary Harris Jones
Mary Harris Jones (n. 1 mai 1830, Cork, Regatul Unit al Marii Britanii și Irlandei – d. 30 noiembrie 1930, Silver Spring⁠(d), comitatul Montgomery, Maryland, SUA) cunoscută sub numele de „Mother Jones”, a fost o activistă irlandeză.
A emigrat în SUA unde a jucat un rol important în conducerea sindicatelor muncitorilor americani.

## Biografie
Familia  Harris emigrează prin anii 1840 în SUA. Mary va absolvi High School (Școala superioară) și va lucra ca învățătoare într-o mănăstire de călugărițe, ca și croitoreasă în Chicago, și din nou ca învățătoare în Memphis, Tennessee. In Memphis se căsătorește în anul 1861 cu muncitorul George E. Jones, care era membru în sindicatul muncitoresc. Șase ani mai târziu îi moare bărbatul și patru copii într-o epidemie de febră galbenă. Se va întoarce în Chicago și deschide un atelier de croitorie. In anul 1871 are loc un incendiu în oraș și Mary Jones pierde tot avutul ei. Mary se va adresa pentru ajutor la “Knights of Labor”, o asociație muncitorească care sprijinea muncitorii fără a face deosebire de culoare. In acel timp ea se va dedica mișcării muncitorești militând pentru salarii mai bune și condiții umane de lucru. Mary Harris Jones care va fi numită și „Mother Jones“ (Mama Jones) va întemeia în anul 1905 organizația „Industrial Workers of the World” și va fi membră a „United Mine Workers” și a partidului „Socialist Party of America”. Ziarul cu orientare de stânga va fi numită după ea „ Mother Jones”.